# Paris-Roubaix 2020
Paris-Roubaix 2020 trebuia să fie o cursă de ciclism de o zi programată să aibă loc la 12 aprilie 2020, dar a fost amânată la 25 octombrie 2020 din cauza pandemiei de COVID-19. Cu toate acestea, la 9 octombrie 2020, cursa a fost anulată din cauza creșterii numărului de cazuri de coronavirus în Franța.
Ar fi fost cea de-a 118-a ediție a cursei Paris-Roubaix și a 23-a probă din calendarul UCI World Tour 2020.

## Echipe
Toate cele 19 echipe din UCI WorldTeams au fost invitate în mod automat și au fost obligate să participe la cursă. Șase echipe au primit wild card-uri.

### Echipe UCI World
- Ag2r-La Mondiale
- Astana
- Bahrain–McLaren
- Bora–Hansgrohe
- CCC Pro Team
- Cofidis
- Deceuninck–Quick-Step
- EF Pro Cycling
- Groupama–FDJ
- Ineos Grenadiers
- Israel Start-Up Nation
- Lotto–Soudal
- Mitchelton–Scott
- Movistar Team
- NTT Pro Cycling
- Team Jumbo–Visma
- Team Sunweb
- Trek-Segafredo
- UAE Team Emirates

### Echipe continentale profesioniste UCI
- Alpecin-Fenix
- Arkéa-Samsic
- B&B Hotels-Vital Concept
- Circus–Wanty Gobert
- Nippo-Delko-One Provence
- Total Direct Énergie